# Ше-Гомпа
Ше-Гомпа — комплекс, состоящий собственно из Гомпа и Дворца Ше на холме Ше, в 15 км южнее Леха, Ладакх, северная Индия по Лех-Манальскому шоссе. Ше был летней столицей Ладакха в прошлом.
Дворец, сейчас руины, был построен в 1655 году около деревни Ше, царём Ладакха Делдан Намгьялом, известным как Лхачен Палгьйгон, и использовался как летняя резиденция монарха.
Монастырь-гомпу построили в 1655 по указанию царя, в память о его отце, Сэнге Намгьяле, за пределами дворца. В монастыре установили медную, покрытую золотом статую сидящего Будды Шакьямуни, эта статуя прославилась на весь Ладакх и тогда была второй по размерам.

## История
Когда-то был столицей верхнего Ладакха. Когда догры из Кашмира вторглась в Ладакх в 1842, Намгьял покинул дворец и бежал в Стак (там он сделал постоянную резиденцию) по другую сторону Инда. Похоже, к этому времени форт Ше уже был в руинах. Несмотря на то, что столица была в Лехе, Ше был важным местом, поскольку Гомпа в память об отце была построена Делданом Намгьялом именно здесь.

## География и посещение

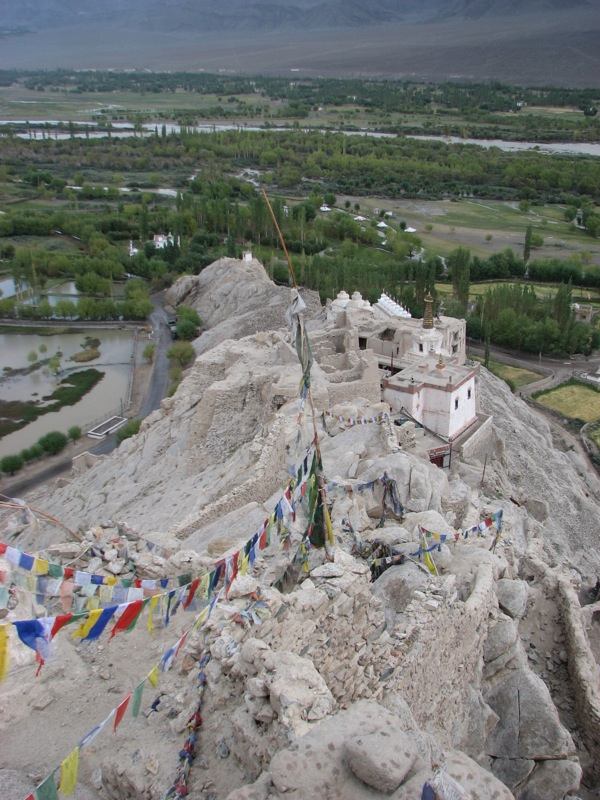
Вид на дворец и долину

Находится в верхнем течении Инда, в 15 км к востоку от Леха. Занскарский хребет на юге отделяет плодородную долину от высоких гор, его средняя высота 3415 метров.
Ше находится как раз по дороге от Леха к Тикси. Монастыри, ступы, камни «мани» встречаются по дороге в значительном числе. О дороге в 4 км до Тикси говорят: «это огромнейшие в Ладакхе поле чортенов с сотнями белых святилищ разбросанных по пустынному ландшафту».
Ближайший аэропорт — Лех. Необходимо разрешение на посещение, просто потому, что монастырь закрыт большую часть времени и лама-сторож открывает его только по пропуску. В деревне Ше есть гостиница, стоящая среди цветочных садов.

## Архитектура
|             |           |
| Вид спереди | Вид сбоку |

Главная статуя Будды Шакьямуни установлена в монастыре, её высота 12 метров — 3 этажа. Стены рядом со статуей покрыты изображениями 16 Архатов (святых достигших Нирваны), по 8 с каждой стороны. За статуей изображены два самых почитаемых в Тибетском буддизме учеников Будды — Шарипутры и Маудгальяяна. То есть почти все стены вокруг статуи Будды расписаны изображениями. Гигантский Будда занимает три этажа монастыря; на нижнем этаже его ноги и «подошвами указывающий вверх» и фреска Шамбуната, на среднем этаже изображены различные будды и на верхнем этаже фрески затемнены из-за вечной копоти ламп, горящих у алтаря.
Статую отлили в Лехе в месте по имени Занстин. ‘Занс’ значит «медь» и ‘тил’ значит «молоток». Пластины для статуи отлили из меди, добытой в рудниках Лингшет и некоторых других местах Занскара. Медь отбивали молотками, используя скалы как наковальню. Часть собрали в мастерской, остальное отвезли в монастырь и там собрали. Медные пластины покрыли золотом, говорят, его потратили 5 кг.
На крыше монастыря также есть отличные изображения. На нижнем этаже — библиотека, там есть изображения будд с различными мудрами (жестами).

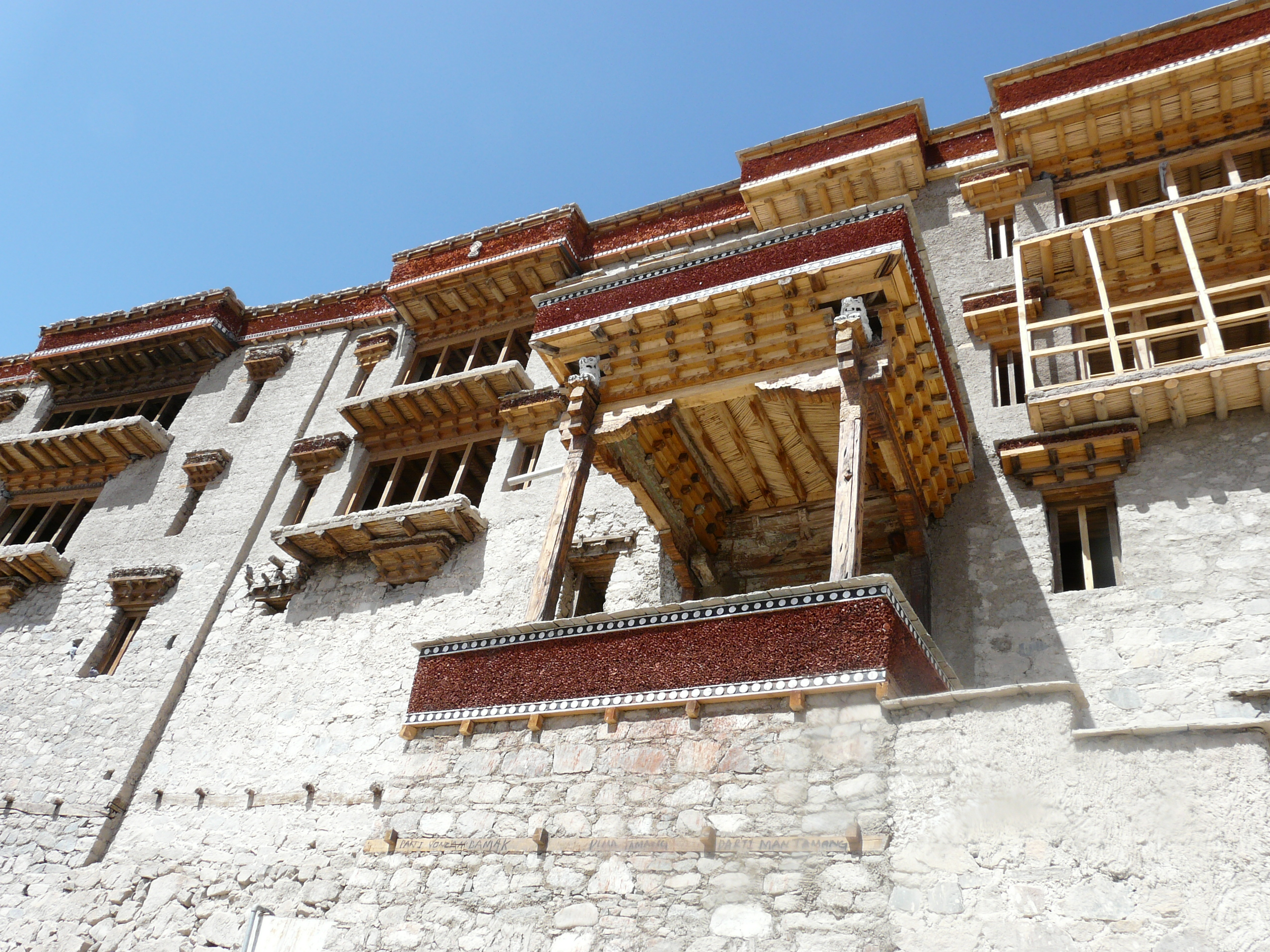
Стены дворца

Около 400 метров до дворца нужно пройти до небольшого храма Сенге Намгьла, в котором установлена большая статуя Будды. Там также есть росписи и фрески, как во дворце. Из записей следует, что эту статую, как и многие другие, создал непальский (непальцы считаются отличными мастерами в Тибете) скульптор Санга Заргар Вандук. Его привезла в Ладакх мать Сенге — Гьял Кхатун, первоначально ему заказали дворцовые статуи. Палдана Шеринг Гьясо, Гамани Джал Шринг и Накбири были мастерами помогавшими ему. Мастера по серебру в деревне Чилинг считаются потомками строителей дворца и храма.
В маленьком святилище есть росписи 16 Архатов, учеников Будды, вместе с ваджраянскими наставниками Падмасамбхавы, Атишей и Цзонкхавой. Рядом маленькое тантрийское святилище. На дороге до дворца есть резные камни. Вырезаны пять Дхьяни-будды; один ближе ко дворцу, другие к чортену. К востоку от дворца есть много чортенов.

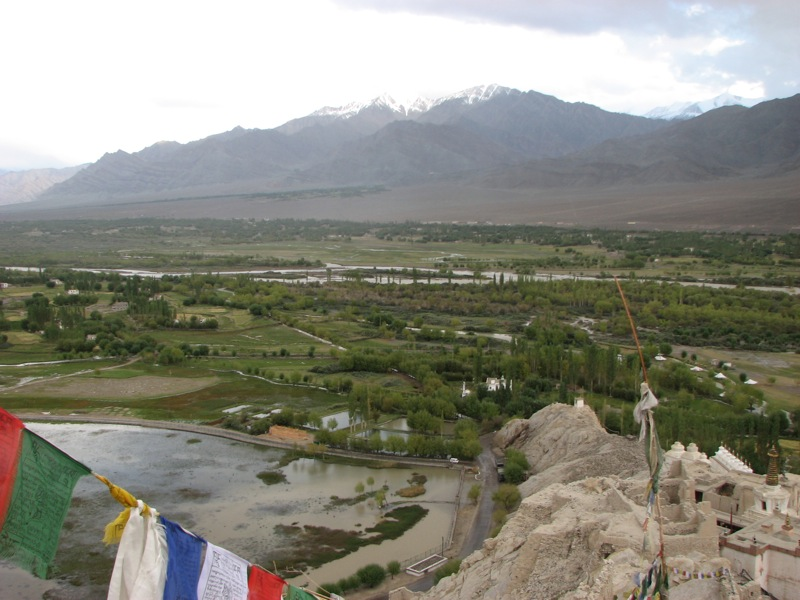
Вид на долину

На краю долины пхотонг (резиденция) Ламы монастыря, оттуда отличный вид на долину Инда. Дворец, правда, меньше и более обветшалый, чем дворец Леха. Он расположен ниже, шпили четырёх чортенов покрыты золотом. В Ладакхе помнят это место, поскольку многие паломники приходят поклониться статуе Будды.
Если смотреть с крыши монастыря, то легко можно увидеть Тикси, Стакна Гомпа, Машро Гомпа, Стак и даже Лех.

## Поклонение
Молящиеся подносят статуям в храме зерно, драгоценные камни, священные знаки и мантры.
В монастыре круглый год горят масляные лампы, они никогда не гаснут, в них постоянно добавляют масло, это символизирует божественность и чистоту места.

### Фестивали

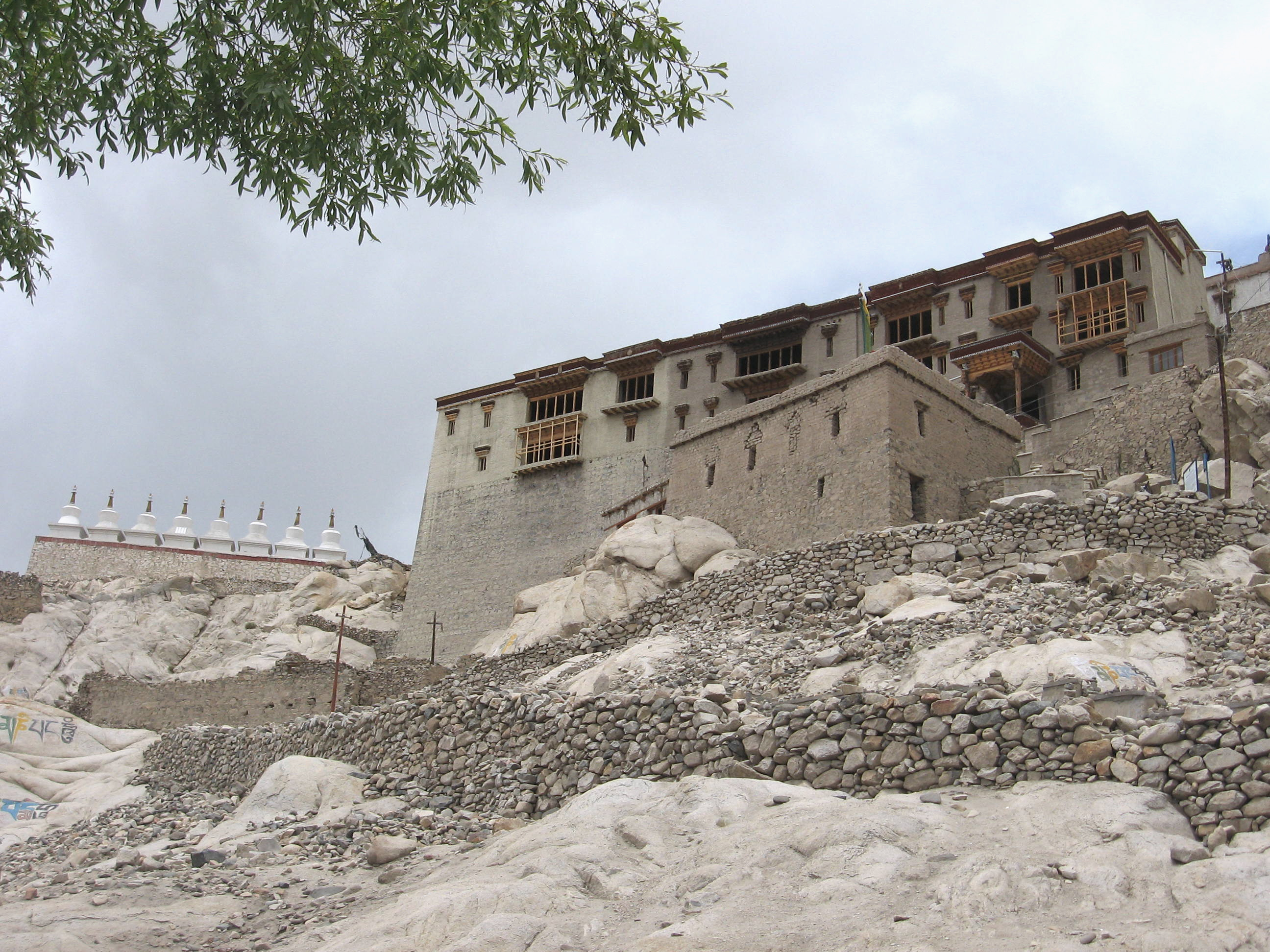
Дворец и чортены

Два главных праздника каждый год. Первый празднуют во дворце в 26-27 день первого тибетского месяца это июль-август (григорианский календарь). Этот праздник называют «Ше-ду-лху» и знаменует начала сезона сева, селяне стекаются к монастырю, где монахи проводят специальные ритуалы, кроме обычных служб. Оракул на чёрной лошади приезжает в монастырь, он молится три дня и после впадает в транс и начинает пророчествовать.
Второй праздник «Ше-рупла» приходится на сбор урожая. Фермеры приносят плоды в монастырь. Танцы «Рхупла» исполняются двумя мужчинами в шкурах тигров. Жители также устраивают обычные танцы. В монастыре работают два оракула, которым можно задавать вопросы.
Бездетные женщины читают специальные молитвы на празднике, чтобы божества помогли им стать матерями.

## Похороны
Рядом с монастырём кремационное поле. Сначала с покойниками проводят ритуалы на дому, потом в Паланкине несут на поле, где покойника кладут в специальную печь и сжигают. Под пение лам пепел бросают в реку.